# Lits-jumeaux

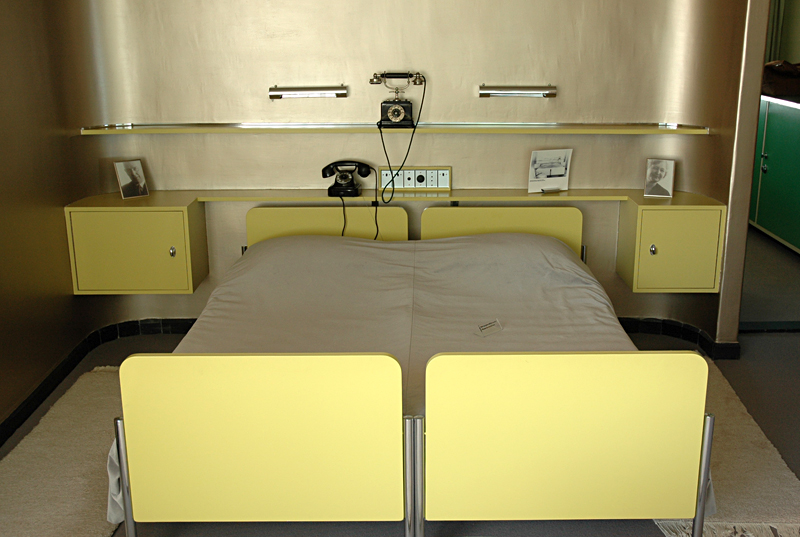
Gispen (1933)

Een lits-jumeaux is een stel van twee gelijke eenpersoonsbedden. Men kan deze tegen elkaar aanzetten. In het midden zorgen de zijkanten die niet precies tegen elkaar aansluiten voor enig ongemak, zodat men niet echt bij elkaar kan liggen. Een matraswig biedt hier eventueel uitkomst.
Lits-jumeaux vindt men tegenwoordig niet meer in winkels. Wel zijn er samengestelde deelbare, scharnierende bedden maar dan zonder de zijplanken in het midden. Meerdere fabrikanten voorzien de bedden daarvoor van sterke draagconstructies.
Lits-jumeauxbedden waren breder dan de vroeger gangbare tweepersoonsbedden. Deze waren 120, 130 of 140 cm breed, terwijl een lits-jumeaux was samengesteld uit twee eenpersoonsbedden van 80 of 90 cm breed. De lengte bedroeg vaak 190 cm in plaats van de heden gangbare 200 of 210 cm.
Dekbedovertrekken met maten van 240/260x200/220 cm worden aangeduid als lits-jumeaux.